# Heterakidóza drůbeže

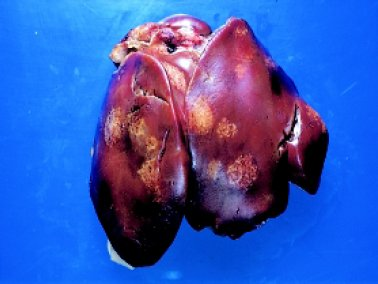
orgány postižené heterakidózou

Heterakidóza ptáků je parazitární onemocnění slepých střev mnoha druhů ptáků, domestikovaných i volně žijících, způsobované hlísticemi z rodu Heterakis.
V našich podmínkách parazitují nejčastěji Heterakis gallinarum, H. dispar a H. isolonche. Ve světě se popisují také H. berampora (Asie), H. bervispiculum (Afrika, Jižní Amerika), H. caudabrevis (Rusko), H. indica (Indie), H. linganensis a H. meleagris (Čína).

## Původci heterakidózy
- Heterakis gallinarum (Schrank 1788) – roup kuří

Malý červ žlutobílé barvy. Jeho tělo se k oběma koncům postupně zužuje a dosahuje u samců délky 5-13 mm, šířky 0,3-0,4 mm. Ústa jsou obdána 3 pysky, jícen je rozšířen v bulbus. Spikula jsou dvě, nestejně dlouhá. Samice je dlouhá 8-15 mm, široká 0,3-0,5 mm. Vulva je umístěna v polovině těla. Vajíčka jsou podlouhle oválná, s dvojitou stěnou, velikosti 60-80 x 36-50 µm. Juvenilní červi, larvy i vajíčka mohou být rezervoárem histomonád až po 4 roky.
- Heterakis dispar (Schrank 1790)

Samec je dlouhý 5-18 mm, široký 210-380 µm; spikula jsou krátká a stejně velká. Samice je 10-23 mm dlouhá, široká 290-470 µm. Vajíčka jsou silnostěnná, s hladkým povrchem, velikosti 60-80 x 35-55 µm. Ve vnějším prostředí se infekční larva vyvine ve vajíčku při teplotě 18-20 °C za 6-7 dní. Prepatentní doba je 18-25 dní.
- Heterakis isolonche (Linstow 1906)

Samec H. isolonche dosahuje velikosti 6-15 mm, spikula jsou stejně dlouhá. Samice jsou dlouhé 9-12 mm; vajíčka měří 65-75 x 37-46 µm.

## Vývoj heterakid
Vývoj je přímý, bez mezihostitele (geohelminti). Příležitostně ale jejich vajíčka mohou pozřít dešťovky, které pak slouží jako mechanický roznašeč infekce. Vývoj vajíček ve vnějším prostředí, kam jsou vylučovány trusem hostitele, závisí na teplotě a vlhkosti. Při teplotách kolem 10 °C a nižších se vývoj vajíček zastavuje. Při optimální teplotě mezi 18-30 °C trvá vývoj infekční larvy asi 2-3 týdny. Vajíčka jsou poměrně odolná a po několik dní vydrží v úplném suchu. Ve vlhké půdě si udrží životnost až 8-9 měsíců.
Po pozření infekčních vajíček vhodným hostitelem se larvičky působením teploty a trávicích šťáv uvolní z vajíček a zavrtávají se do sliznice slepého střeva. Po 4-10 dnech se larvičky uvolňují a zůstávají trvale v luminu střev. Pohlavní dospělosti nabývají za 24-36 dní.

## Klinické příznaky heterakidózy
Heterakidy kromě traumatizace sliznice slepých střev škodí i produkcí toxinů a snižováním odolnosti proti infekčním nemocem. Larvičky heterakid mohou také zavlékat do slepých střev infekční agens, například histomonózu.
Průběh heterakidózy není specifický, nejčastější známkou onemocnění jsou ospalost, průjem a silně páchnoucí výkaly, příp. pokles hmotnosti. Při pitvě se zjišťuje hemoragický zánět slepých střev (tyflitida), sliznice je pokryta hlenem a obsahuje kráterovité vředy (granulomy). Paraziti se vyskytují zčásti volně ve střevním obsahu, larvičky mohou pevně ulpívat ve sliznici střeva.
Diagnostika je založena na mikroskopickém vyšetření trusu a nálezu heterakid v obsahu slepých střev.

## Prevence a terapie
Hlavním zdrojem infekce je společný chov mladé a starší drůbeže nebo její odchov v zamořeném prostředí. Preventivně se doporučuje pravidelná dehelmintizace, odstranění trusu s vypuzenými červi a zlepšení zoohygienických poměrů v chovu. K léčbě se používají anthelmintika.